# Cis-3-Hexen-1-ol
El cis-3-hexen-1-ol és un líquid incolor amb una intensa olor d'herba tallada i fulles. El cis-3-hexen-1-ol és un component aromàtic molt important que s'utilitza en l'elaboració de sabors de fruita i vegetals i en perfumeria.